# Фрідріх цу Гогенлое-Бартенштайн
Принц Фрідріх Август Герман Марія Петер Рассо цу Гогенлое-Бартенштайн (нім. Friedrich August Hermann Maria Peter Rasso Prinz zu Hohenlohe-Bartenstein; 3 вересня 1910, Ліндау — 10 травня 1985, Бонн) — німецький офіцер, оберлейтенант резерву вермахту. Кавалер Німецького хреста в золоті.

## Нагороди
- Залізний хрест 2-го і 1-го класу
- Нагрудний знак «За участь у загальних штурмових атаках»
- Німецький хрест в золоті (12 грудня 1944) — як оберлейтенант резерву і офіцер 2-ї роти 1042-го піхотного артилерійського дивізіону.